# Carpegna
Carpegna är en ort och kommun i provinsen Pesaro e Urbino i regionen Marche i Italien. Kommunen hade 1 668 invånare (2018).